# 身体的虐待
身体的虐待（しんたいてきぎゃくたい）とは、他者による意図的もしくは非偶発的な損傷を指す。肉体的虐待（にくたいてきぎゃくたい）とも称される。
虐待の古典的傾向に該当する。身体的虐待の具体的な例としては、外傷の残る暴行（打撲傷・アザ・骨折・頭部外傷・刺し傷・火傷）、生命に危険のある暴行（首を絞める・布団蒸しにする・溺れさせる・逆さ吊りにする・毒物を飲ませる・冬に外に締め出す・一室に監禁する）などが挙げられる。また、外傷が残らない暴行（髪を掴み上げる・頭を押さえつける.柱やいすにしばりつける）も身体的虐待として扱われている。

## 関連法律
- 暴行罪 - 傷害罪
- 高齢者の虐待の防止、高齢者の養護者に対する支援等に関する法律
- 障害者虐待の防止、障害者の養護者に対する支援等に関する法律
- 配偶者からの暴力の防止及び被害者の保護等に関する法律
- 児童虐待の防止等に関する法律